# Varning Washington
Varning Washington (originaltitel: The Distinguished Gentleman) är en amerikansk komedifilm från 1992 i regi av Jonathan Lynn, med Eddie Murphy i huvudrollen. Filmen hade biopremiär den 4 december 1992 i USA och först den 19 mars 1993 kom den till Sverige.

## Handling
Småfifflaren och bedragaren Jefferson Johnson (Eddie Murphy) får av en slump reda på att det finns en hel del pengar att tjäna som politiker och lyckas med hjälp av sina vänner lyckas bli vald till en plats i USA:s representanthus genom att helt enkelt ha samma namn som den avlidne företrädaren i samma valdistrikt. Hans mål är att lura till sig massor av pengar. Men alla andra i kongressen visar sig vara minst lika stora skojare som han själv, fast vissa är helt utan samvete.

## Rollista (i urval)
- Eddie Murphy – Thomas Jefferson Johnson
- Lane Smith – Dick Dodge
- Sheryl Lee Ralph – Loretta Hicks
- Joe Don Baker – Olaf Andersen
- James Garner – Jeff Johnson
- Victoria Rowell – Celia Kirby
- Grant Shaud – Arthur Reinhardt
- Kevin McCarthy – Terry Corrigan
- Charles S. Dutton – Elijah Hawkins